# Gewürznelkenbaum
Der Gewürznelkenbaum (Syzygium aromaticum) ist eine Pflanzenart in der Familie der Myrtengewächse (Myrtaceae).
Die Gewürznelken, auch Nelken genannt, sind die stark duftenden und brennend scharf schmeckenden, getrockneten Blütenknospen dieser ursprünglich auf den Molukken (Gewürzinseln) beheimateten Pflanzenart. Die Bezeichnung (von mittelniederdeutsch negelkīn bzw. mittelhochdeutsch negelein/negelīn für Nägelchen) kommt von der an Nägel erinnernden Form der Knospen (französisch clou de girofle: clou = Nagel). Im alemannischen Sprachraum ist Nägeli (früher auch nägelli) geläufig. Die als Nelken bekannten Blumen wurden wegen ihrer nagelförmigen und aromatischen Blüten nach den Gewürznelken benannt.

## Beschreibung

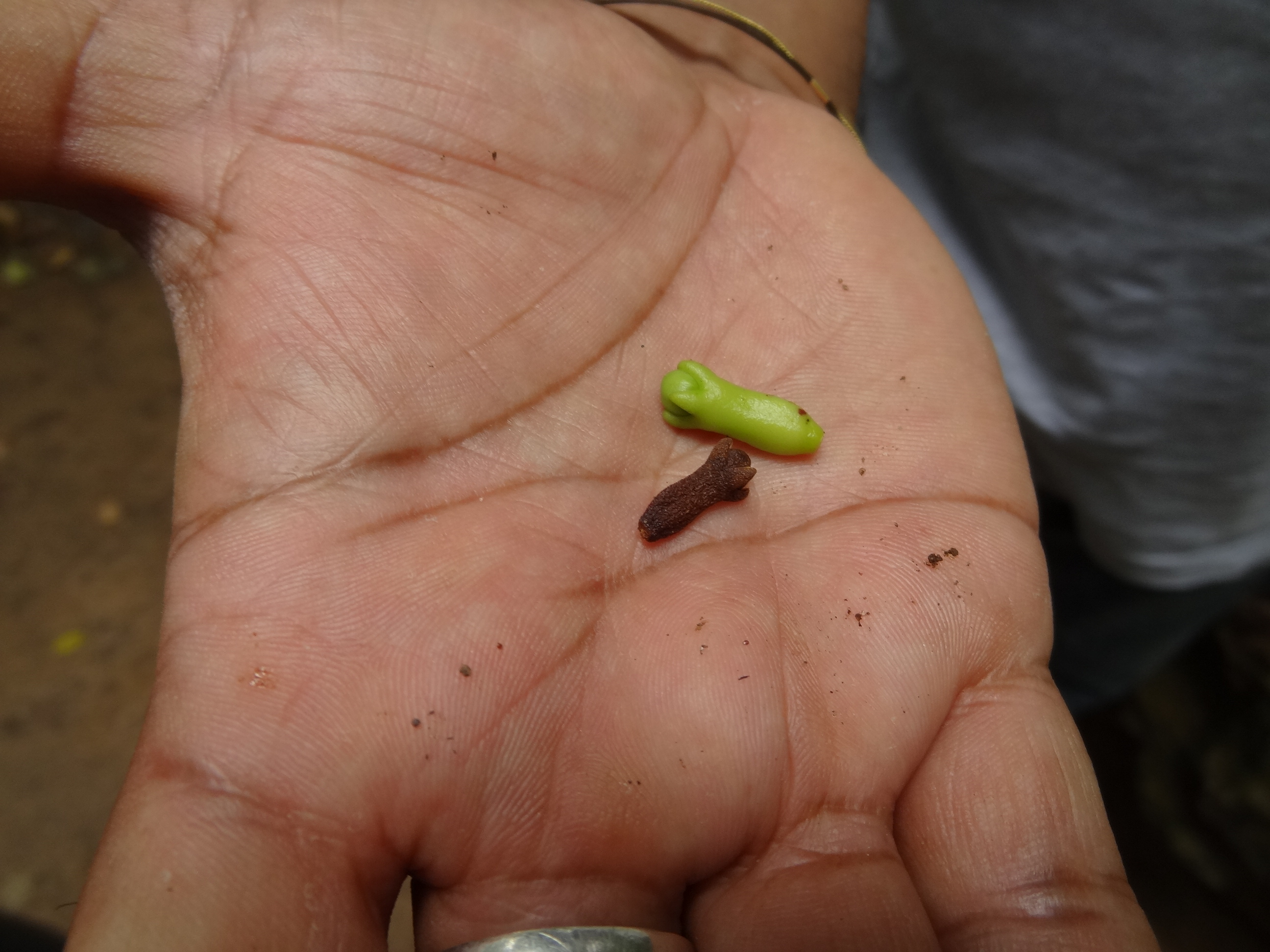
Frisch gepflückte und getrocknete Nelke

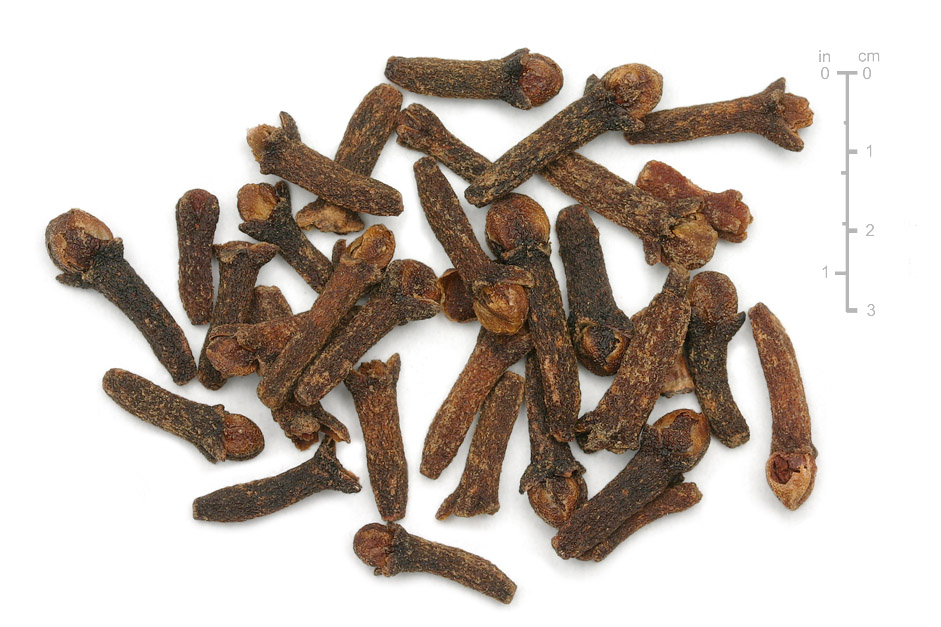
Getrocknete Gewürznelken

Der Gewürznelkenbaum wächst als immergrüner Baum, der Wuchshöhen von über 10 Meter erreichen kann, in Kultur ist er meist kleiner.
Die einfachen und gestielten, ledrigen Laubblätter sind gegenständig. Sie sind kahl, ganzrandig, rundspitzig bis bespitzt, spitz oder zugespitzt und eiförmig bis elliptisch oder verkehrt-eiförmig sowie bis zu 10–13 Zentimeter lang und bis 5–6 Zentimeter breit. Sie sind unterseits mit Öldrüsen besetzt und die Nervatur ist fein gefiedert mit undeutlichen Seitenadern.
Es werden vielblütige und end- oder achselständige, kurze Rispen mit zymösen Dreiergruppen gebildet. Die aromatischen und dickgestielten, vierzähligen, kleinen Blüten sind zwittrig und mit doppelter Blütenhülle, sie sitzen auf/an einem „Gelenk“. Die anfänglich gelblich-grünen Blüten werden später dann rot. Der Blütenbecher ist röhrig und fleischig mit oben einem kleinen Auswuchs um den Fruchtknoten herum. Die kleinen, fleischigen Kelchzipfeln sind dreieckig. Die weißlich-rötlichen, (pseudo)kalyptraten und rundlichen Petalen sind früh abfallend. Der zweikammerige Fruchtknoten ist (halb)unterständig mit einem konischen, relativ kurzen Griffel und es sind viele Staubblätter vorhanden.
Es werden meist einsamige, dunkel-violette bis -rote und rundliche bis eiförmige oder ellipsoide, dünnfleischige, etwa 2–2,5 Zentimeter lange, glatte Beeren (Scheinfrucht) mit den beständigen, fleischigen Kelchzipfeln gebildet.
Die Chromosomenzahl beträgt 2n = 22.
Die 1–2 Zentimeter langen Knospen müssen vor dem Erblühen von Hand gepflückt werden, wenn sie sich von grün nach rosa färben und noch bevor die kugelig zusammenstehenden Blütenblätter abfallen. Nach dem Trocknen werden sie braun und hart, ähneln Nägeln und haben drei Viertel ihres Gewichts verloren. Gute, frische Nelken erkennt man daran, dass sie sich fettig anfühlen und etwas Öl absondern, wenn man mit dem Fingernagel gegen ihren Stiel drückt. Auch der Schwimmtest gibt Aufschluss über die Qualität: Hochwertige Nelken sinken in Wasser oder stellen sich zumindest senkrecht mit dem Köpfchen nach oben. Schlechte, das heißt mehr oder weniger entölte Nelken, schwimmen waagerecht auf der Wasseroberfläche.

## Geschichte
In Europa sind Gewürznelken seit dem frühen Mittelalter bekannt, wurden aber auch schon in der Antike als in Indien vorkommend beschrieben. Auf den Handel hatten lange Zeit die Niederländer ein Monopol, die die Pflanze hauptsächlich aus Ambon verschifften, und auch heute noch werden Gewürznelken von den Molukken (unter anderem Ternate) zum großen Teil in Amsterdam und Rotterdam umgeschlagen.
Mittlerweile werden Gewürznelken weltweit angebaut. Als die der besten Qualität gelten die der Molukken, Sansibars (dessen Insel Pemba zugleich Hauptanbaugebiet ist) und Madagaskars.

## Wirtschaftliche Bedeutung
Im Jahr 2022 wurden laut der FAO 184.772 Tonnen Gewürznelken geerntet. Lediglich in neun Ländern wurden nennenswerte Mengen registriert. Die folgende Tabelle gibt eine Übersicht über die fünf größten Produzenten weltweit, die insgesamt 97,3 % der Erntemenge produzierten:
| Rang | Land       | Menge (in t) |
| ---- | ---------- | ------------ |
| 1    | Indonesien | 133.955      |
| 2    | Madagaskar | 24.308       |
| 3    | Tansania   | 8.562        |
| 4    | Komoren    | 7.278        |
| 5    | Sri Lanka  | 5.722        |

## Galerie

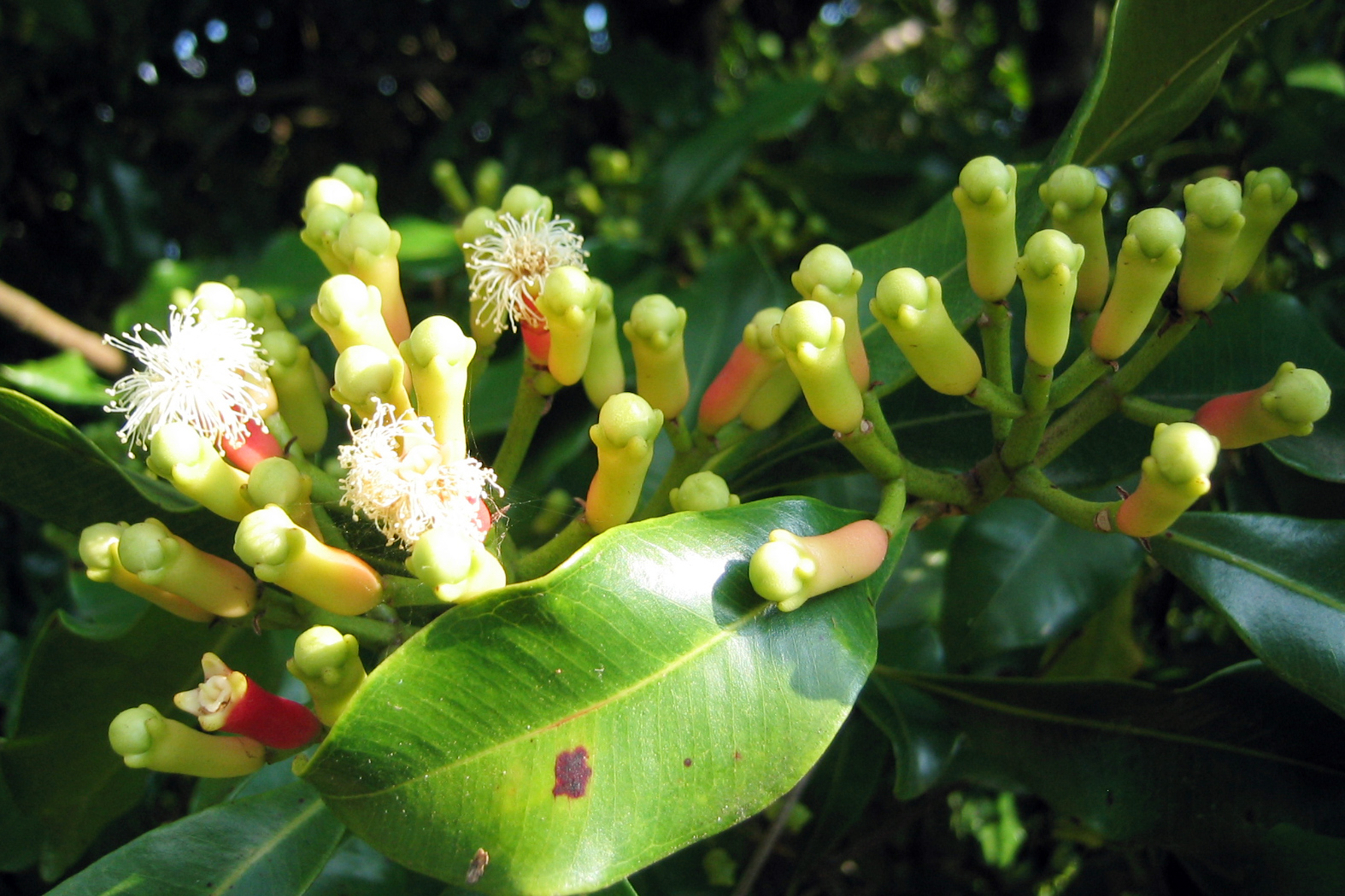
Gewürznelken in Munduk, Bali, Indonesien
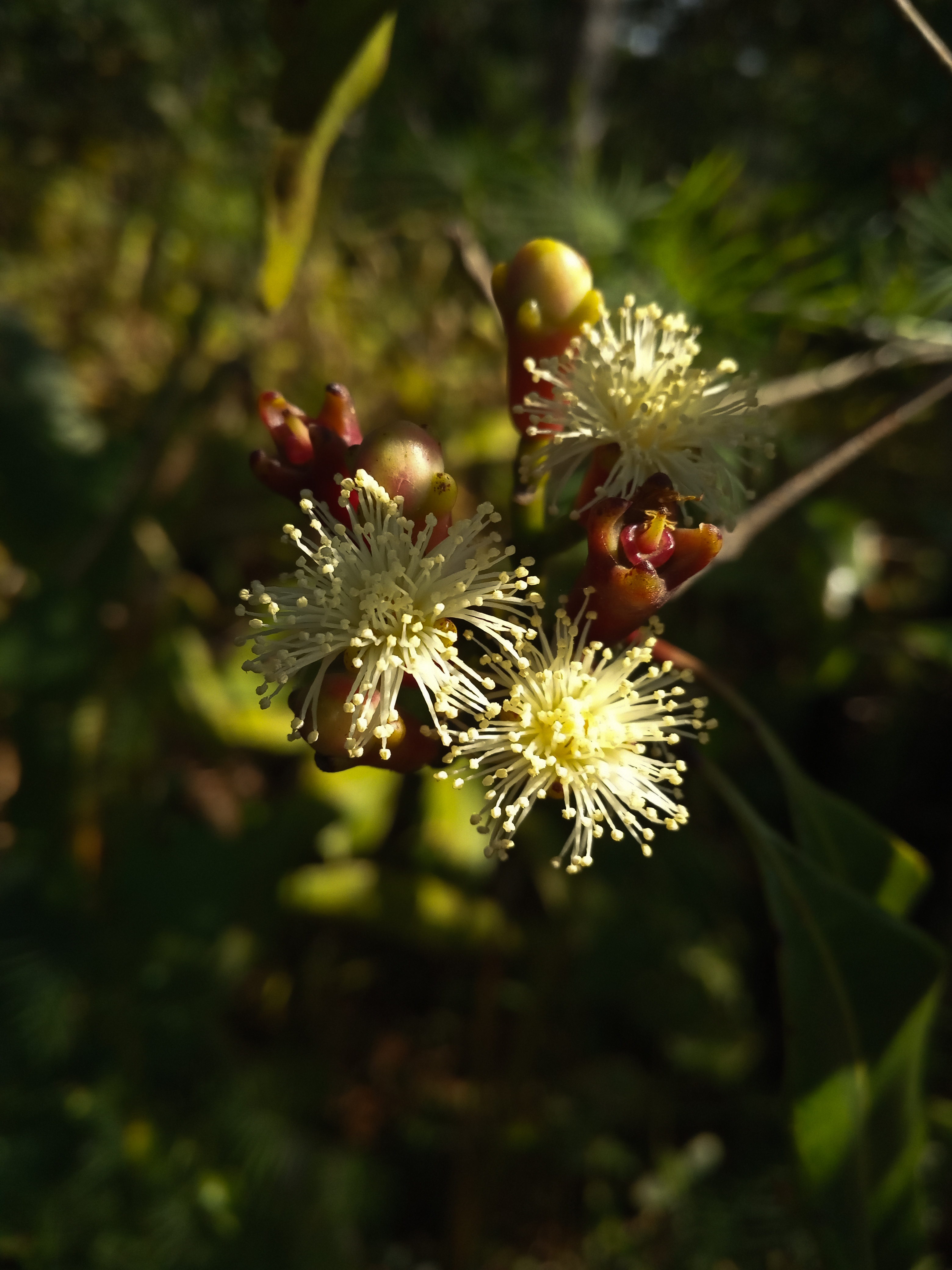
Blüten
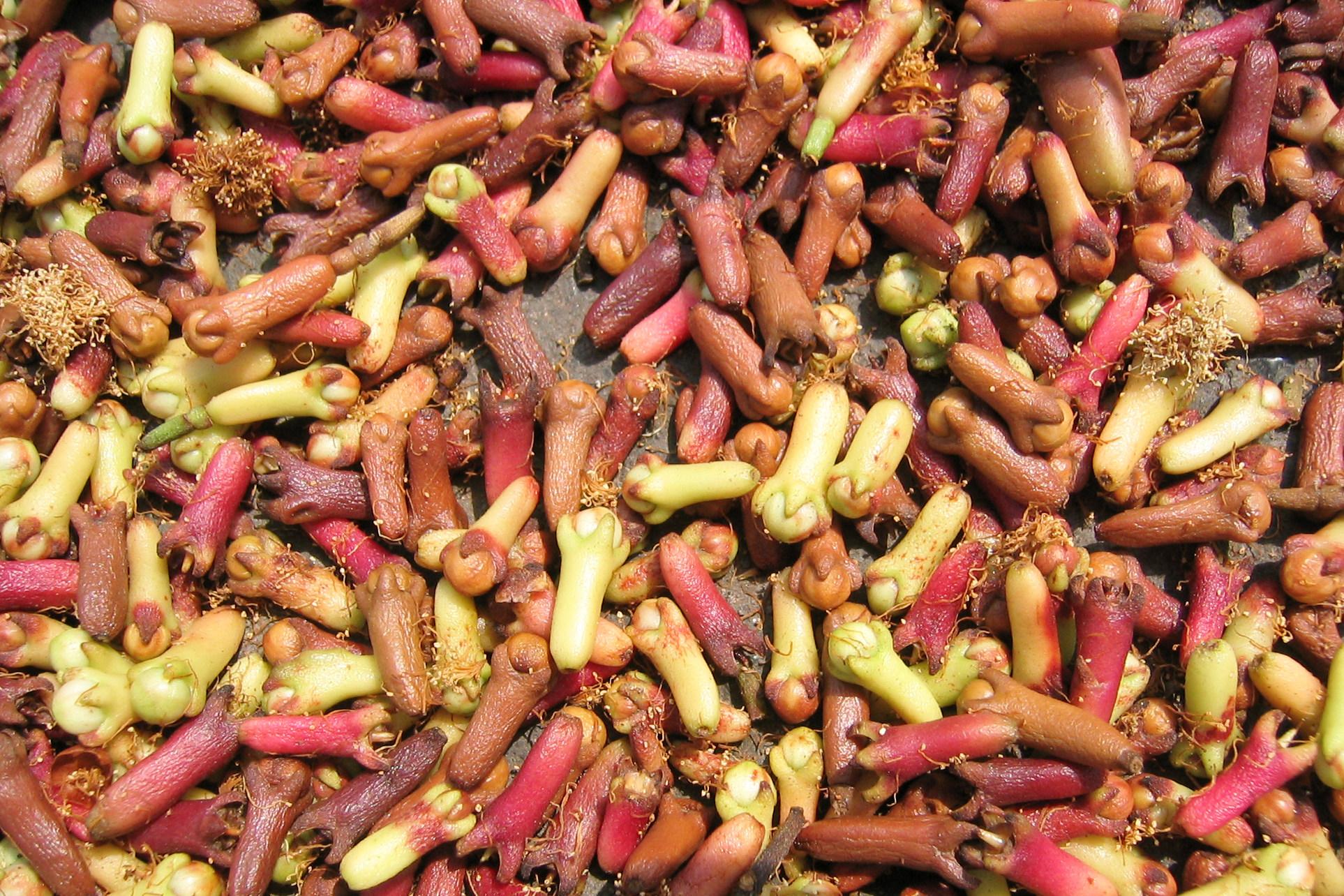
Frische Gewürznelken beim Trocknen
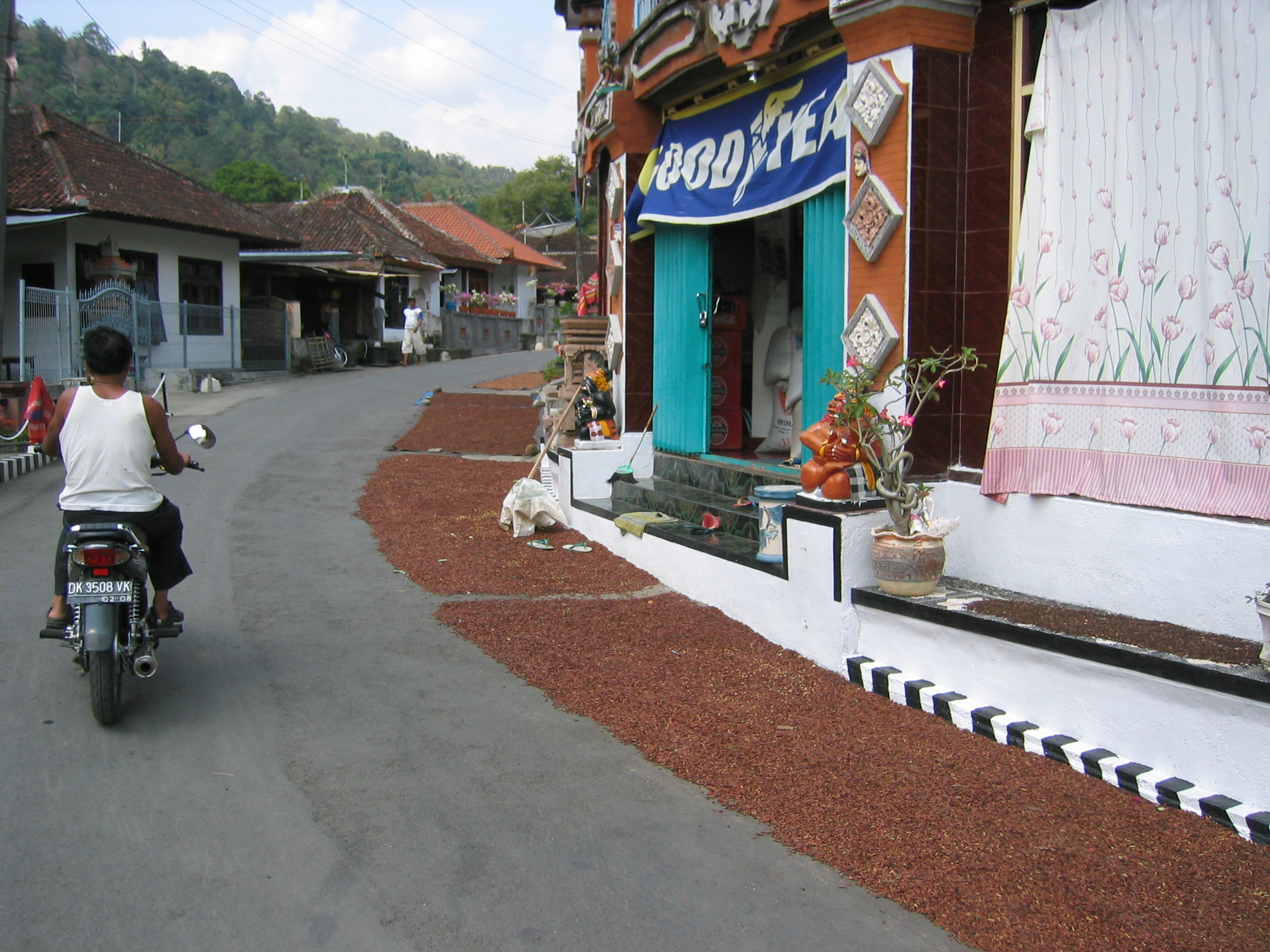
Nelken trocknen zur Erntezeit am Straßenrand
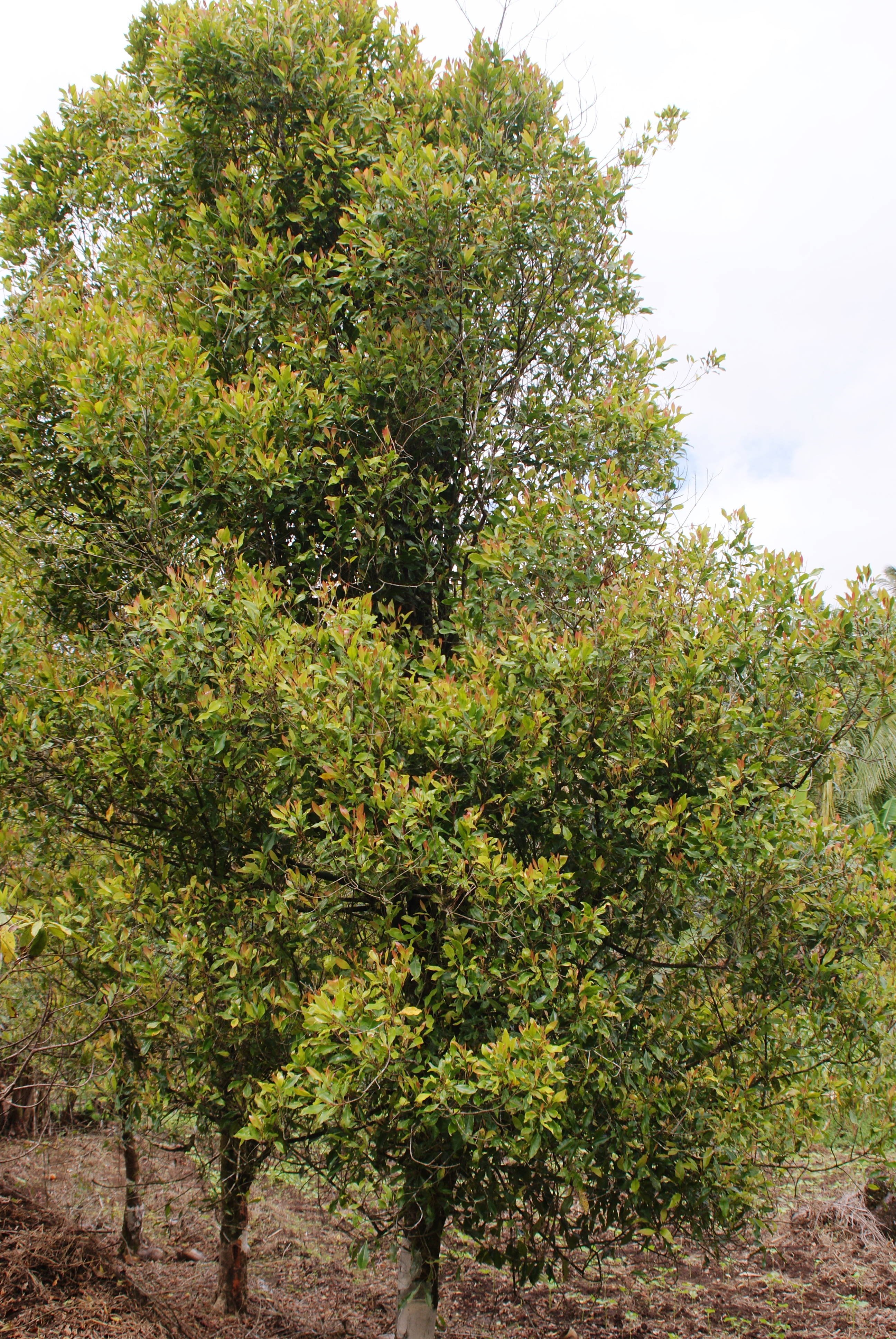
Gewürznelkenbaum in Nordsulawesi, Indonesien
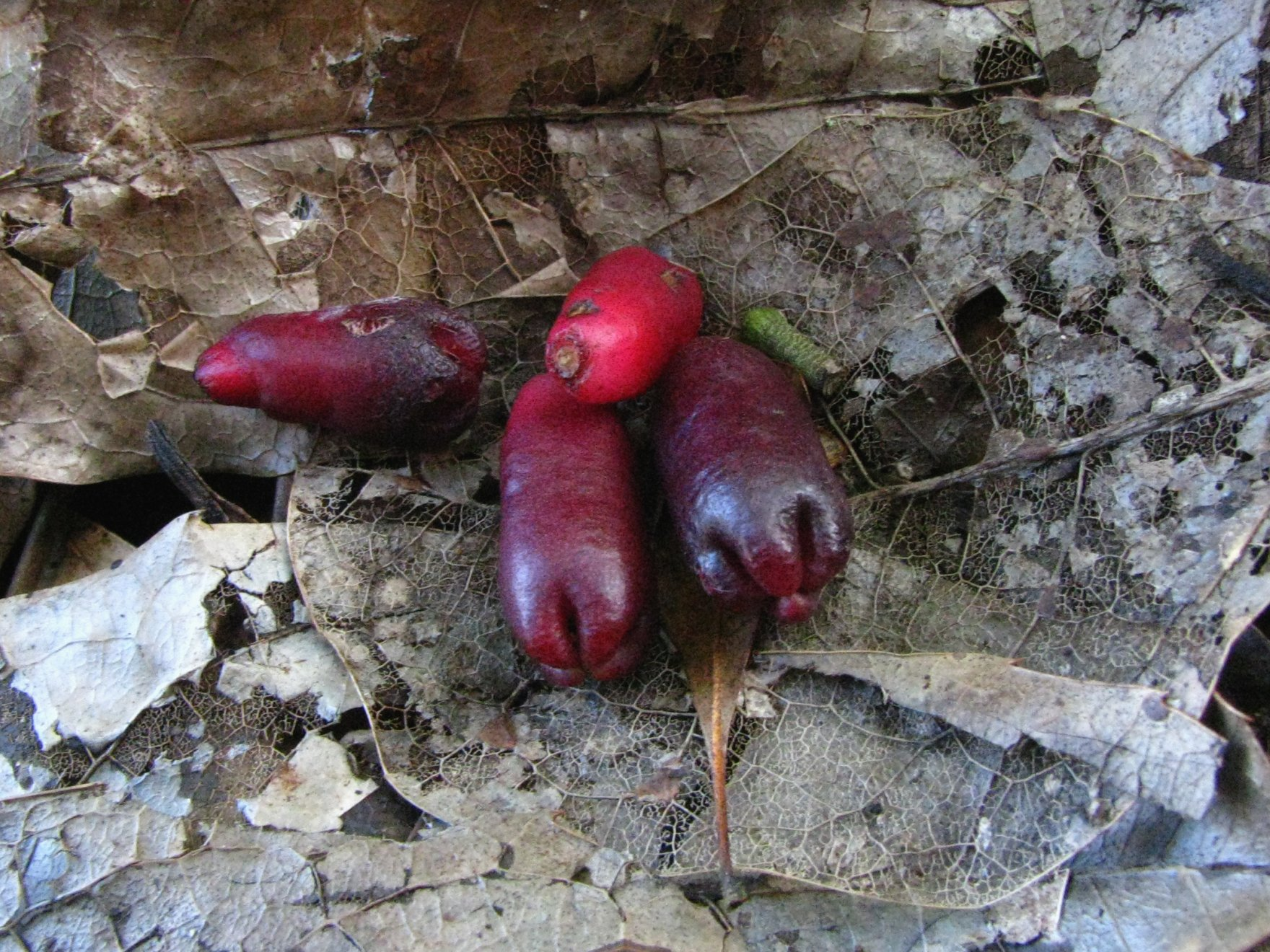
Früchte

## Taxonomie
Synonyme zum wissenschaftlichen Namen Syzygium aromaticum (L.) Merr. & L.M.Perry sind Caryophyllus aromaticus L., Eugenia aromatica (L.) Baill., Eugenia caryophyllus (Spreng.) Bullock & S.G.Harrison und Eugenia caryophyllata Thunberg.

## Analytik
Zur qualitativen und quantitativen Bestimmung einzelner Inhaltsstoffe der Gewürznelken kommt nach angemessener Probenvorbereitung die Kopplung der Gaschromatographie mit der Massenspektrometrie zur Anwendung.
Auch zur Bestimmung der Inhaltsstoffe in sogenannten Kretek-Zigaretten können die analytischen Verfahren eingesetzt werden.

## Verwendung und Inhaltsstoffe

Chemische Strukturformel von Eugenol

Strukturformel von Eugenolacetat

Bestimmend für Geruch, Geschmack und Wirkung von Gewürznelken sind die in ihnen enthaltenen ätherischen Öle, deren Anteil bis zu 15 % ausmacht. Sie bestehen im Wesentlichen aus 70 bis 85 % Eugenol (das auch in Zimt vorkommt), etwa 15 % Eugenolacetat und 5 bis 12 % β-Caryophyllen. Ein weiterer Bestandteil ist Oleanolsäure mit 2 %. Eugenol besitzt eine betäubende Wirkung, weshalb das Kauen von Gewürznelken als Hausmittel gegen Zahnschmerzen bekannt ist. Es soll auch gegen Mundgeruch wirksam sein.
In einer Untersuchung haben spanische Wissenschaftler den Gehalt an ätherischen Ölen aus fünf mediterranen Gewürzen (Oregano, Rosmarin, Thymian, Salbei und Gewürznelken) untersucht und kamen zu dem Ergebnis, dass Gewürznelken den höchsten Gehalt an Antioxidantien (Polyphenolen) aufwiesen. Als Zusatz zu Fleischprodukten und anderen Nahrungsmitteln können diese die Fettoxidation aufhalten und einen gesundheitlichen Mehrwert bieten.
Die kleinen braunen Knospen schmecken sehr intensiv. In der Küche werden Gewürznelken – vorsichtig dosiert – zum Würzen von Marinaden, Saucen, Wurst, Fleisch- und Fischgerichten, Rotkohl, Lebkuchen und anderem verwendet. Sie sind auch Bestandteil von Currypulver. Essen sollte man nur den Nelkenkopf. Er schmeckt rund und edel, der Stängel ist dagegen fast penetrant bitter. In Fonds, Suppen und Punsch kocht man Nelken im Ganzen mit und entfernt sie am Ende der Garzeit. Im Mörser zermahlen würzen sie Weihnachtsgebäck und Currys.
Im Mittelalter wurden die von Taddeo Alderotti zu den aromata gezählten Gewürznelken als leber-, magen- und hirnstärkend angesehen. Die Wirksamkeit der Blütenknospen und der Blätter wurde als ähnlich angesehen. Als pharmazeutische Substitutionsmöglichkeit galt Echter Galgant. Als gariofilatum wurde im Mittelalter eine im Antidotarium Nicolai greifbare Zubereitung aus Gewürznelken (lateinisch gariofili) bezeichnet.
Die indonesischen Kretek (Nelkenzigaretten, im deutschsprachigen Raum vor allem bekannt unter dem Namen des Marktführers Gudang Garam) enthalten neben Tabak einen erheblichen Anteil geschroteter Gewürznelken. Mehr als die Hälfte der Jahresernte wird für die Herstellung der indonesischen Nelkenzigaretten verbraucht.

## Symbolik
Im Mittelalter war die Nelke ein Symbol der Passion Christi, da die Form von Blatt und Frucht bildhaft als „Nagel“ interpretiert wurde.
In dem Lied Guten Abend, gut’ Nacht erscheinen Nelken unter der Bezeichnung „Näglein“.

## Trivialnamen
Für die Blütenknospen des Gewürznelkenbaums, welche in lateinischen Texten als caryophilli, caryophylli, gariofili (Singular gariofilus) und ähnlich bezeichnet wurden, bestanden bzw. bestehen, zum Teil auch nur regional, die weiteren deutschsprachigen Trivialnamen: Kramernageln, Kramernegelen, Kreidenelken, Kreidnelken sowie Muskatnogel, Muskatnogelken, Nägel, Nägelin, Nagelkin, Nagelbaum (Mittelhochdeutsch), Nagelbom, Nagelein, Nagelin, Nagellin, Nalen (Mittelniederdeutsch), Necheleche oder Negelken, Neghelken, Neilikin, Nelchen, Nelchin, Nelgin, Nelekin, Nelikin, Neylicken (Mittelhochdeutsch) und Würznelken. Weitere Bezeichnungen sind: grot Necel, grote Negelken, Neghelken, groß Nelken, Mutternägelen und Mutternelken.